# Aracillum
Aracillum fue una ciudad cántabra fortificada, escenario de la tercera de las grandes batallas de las guerras cántabras (año 26 a. C. según la cronología de E. Martino) entre el Imperio romano y tribus indígenas cántabras. Estaría situada en territorio de la actual Cantabria, con dos posibles emplazamientos: Aradillos, en las cercanías de Reinosa y la ciudad romana de Julióbriga; y el castro de La Espina del Gallego, en la sierra del Escudo. Según la historiografía romana perteneció a los blendios.

## Aracillum en los textos clásicos
En el relato de la guerra que hace Floro, y según la traducción de Eutimio Martino, se dice que «en tercer lugar el castro de Aracillum resiste con gran empuje; no obstante, fue tomado» (Tertio Aracelium oppidum magna vi repugnat; captum tamen). Por su parte, Orosio escribe que «después, el castro de Racilium, aunque resistió con gran fuerza y por largo tiempo, al fin fue tomado y arrasado» (Racilium deinde oppidum magna vi ac diu repugnans, postremo captum ac dirutum est).

## Localización
Existen dos teorías para la localización de este castro. Curiosamente Aracillum era casi la única batalla en la que los principales investigadores estuvieron de acuerdo en su localización (hipótesis tradicional), pero el descubrimiento de nuevos restos arqueológicos en Cantabria ha hecho que una nueva hipótesis aparezca.
- Hipótesis tradicional: el castro de Aracillum estaría situado en el sur de Cantabria, en la zona de Aradillos (Campoo de Enmedio). Ya en 1768, en su obra La Cantabria, el padre Enrique Flórez señala «el lugar que hoy llaman Aradillos, poco desfigurado de Aracillo».[4] También Aureliano Fernández-Guerra en su estudio Cantabria identifica «la batalla de Aracillo o Atracillo, Aradillos, por cima de Reinosa».[5] Coincide Adolf Schulten, quien apuesta por Aradillos, concretamente por la montaña de 1200 metros que se haya cercana al pueblo actual.[6] Más recientemente, E. Martino señala el conjunto de calzadas romanas y fosos (especialmente los fosos de Riaño de Argacillo, que identifica como otro topónimo derivado de Aracillum, y La Muela) para señalar que «la meseta sirvió de posición romana contra la cima de El Raposo, que presenta ruinas de muros», una vez superado por los romanos el propio castro de Aracillum.[7]
- Hipótesis posterior: el descubrimiento de un castro cántabro prerromano y de campamentos romanos de altura en la La Espina del Gallego (sierra del Escudo, Cantabria) por Eduardo Peralta Labrador (doctor en Protohistoria y Arqueología por La Sorbona), Federico Fernández y Roberto Ayllón ha propiciado la aparición de esta nueva hipótesis que identificaría dicho castro con Aracillum. El castro se halla a unos 1000 metros de altitud y está compuesto según Peralta «por una gran fortaleza [...], restos de una acrópolis protegida por unas líneas de murallas, e imponentes murallas de la citada fortaleza».[8] En las cercanías de la fortaleza se encontrarían cuatro castros prerromanos más, así como al menos tres campamentos romanos. Además se han hallado un denario romano del 42 a. C., un proyectil de catapulta, un pilum de legionario y otras piezas. Peralta rechaza la identificación de Aracillum con Aradillos porque Aradillos es un emplazamiento «indefendible militarmente»,[8] y propone la Espina del Gallego en su lugar por coincidir «con las referencias y fuentes de los clásicos Floro y Orosio»,[8] porque esta zona «fue la mejor entrada natural hacia la costa [...], se ubica frente a la bahía de la capital cántabra, Portus Victoriae, donde tuvo que producirse el desembarco de los refuerzos traídos por la flota desde Aquitania»[8] y porque la Espina del Gallego muestra las primeras pruebas arqueológicas «de las guerras cántabras de todo el norte de la cordillera Cantábrica».[8]